# Critogaster piliventris
Critogaster piliventris är en stekelart som beskrevs av Mayr 1885. Critogaster piliventris ingår i släktet Critogaster och familjen fikonsteklar. Inga underarter finns listade i Catalogue of Life.